# Fontaine du Palmier
La fontaine du Palmier, ou fontaine du Châtelet, ou encore fontaine de la Victoire, est un monument parisien situé place du Châtelet, entre le théâtre du Châtelet et le théâtre de la Ville dans le 1er arrondissement.

## Histoire

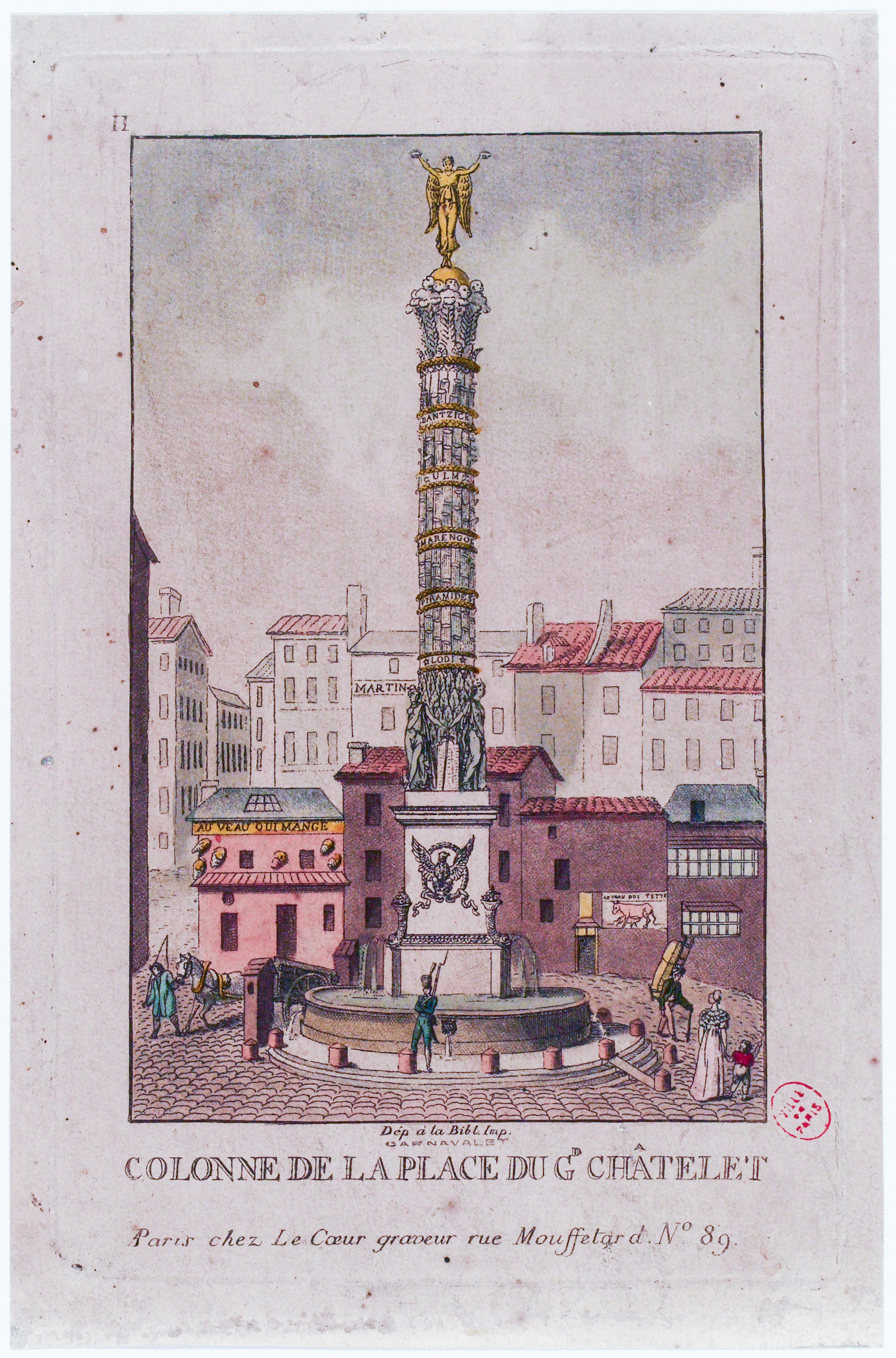
Fontaine vers 1810

Cette fontaine fut commandée en 1806 par Napoléon Ier à Emmanuel Crétet son ministre de l'intérieur, pour commémorer ses victoires (Lodi, Arcole, Rivoli, Pyramides, Mont Thabor, Marengo, Austerlitz, Ulm, Iena, Eylau, Dantzig, Friedland) et pour délivrer de l'eau potable gratuite aux Parisiens. Le projet fut dirigé par l'ingénieur François-Jean Bralle.
Terminée en 1808, elle a la forme d'une colonne ornée au sommet de feuilles de palmiers, d'où son nom. Son fût porte une liste des victoires de Napoléon en Italie, en Égypte et dans d'autres pays. Sont ici gravés les noms des batailles de Lodi, des Pyramides, de Marengo, d'Ulm et le siège de Dantzick en Pologne.
Elle est surmontée d'une Victoire en bronze doré brandissant les lauriers de la victoire, œuvre du sculpteur Louis-Simon Boizot appelée La Renommée de Boizot mais aussi La Victoire de Boizot ; la statue actuelle est une copie installée en 1898, l'original se trouvant dans la cour dite de la Victoire du musée Carnavalet depuis 1950. La base de la colonne porte quatre statues, allégories de la Vigilance, de la Justice, de la Force et de la Prudence, également œuvres de Boizot.
Sous le Second Empire, la place du Châtelet fut transformée et agrandie, et en 1858 le monument entier fut déplacé de 12 mètres vers l'Ouest, pour être placé au centre de la nouvelle place. À cette occasion, un bassin inférieur, dessiné par Gabriel Davioud, a été ajouté à la fontaine. Il est entouré de quatre sphinx sculptés par Henri-Alfred Jacquemart qui crachent des jets d'eau.
La fontaine du Palmier est inscrite monument historique depuis le 5 février 1925.

## Accès
Ce site est desservi par la station de métro Châtelet.

## Galerie

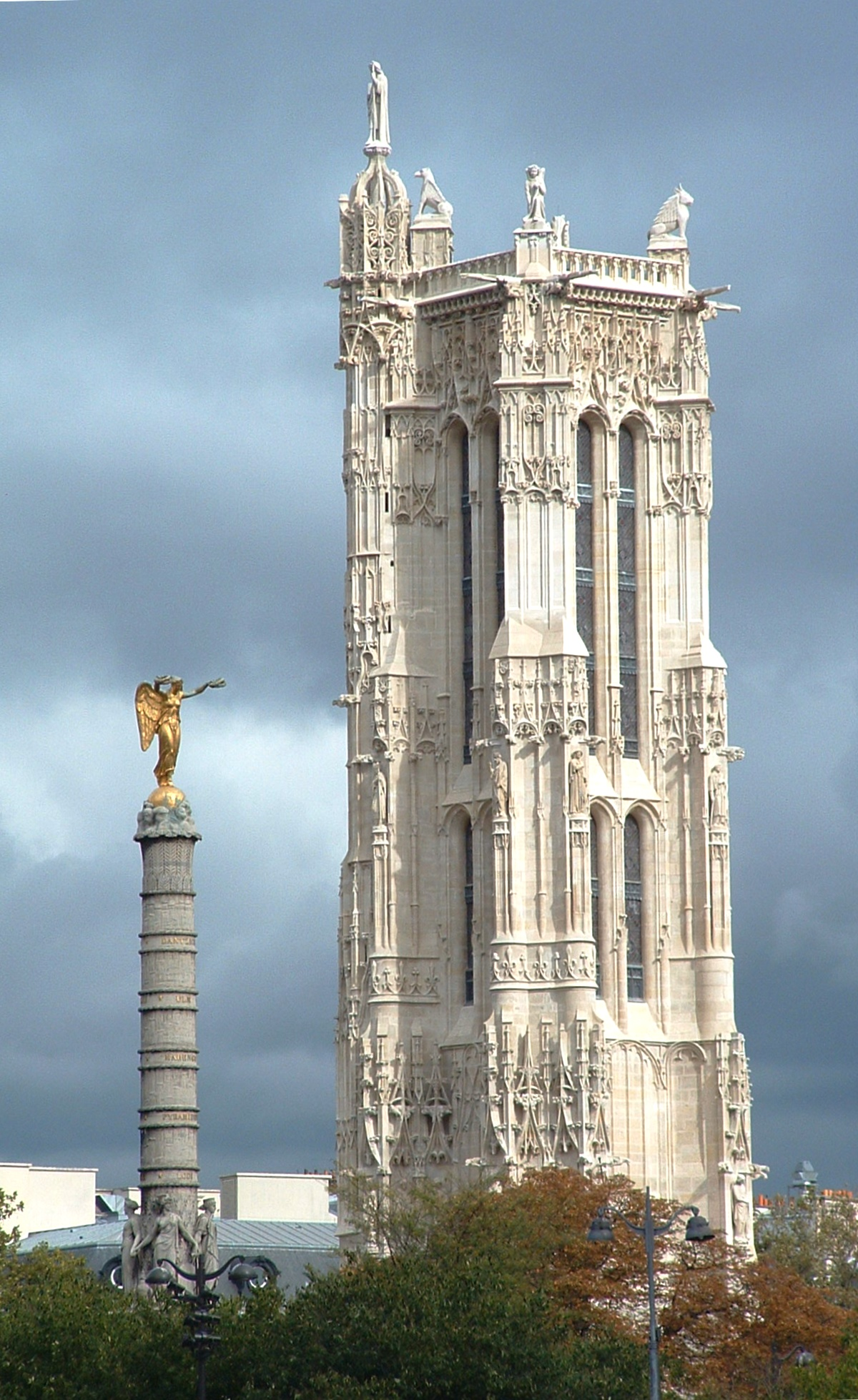
Fontaine avec la Tour Saint-Jacques.
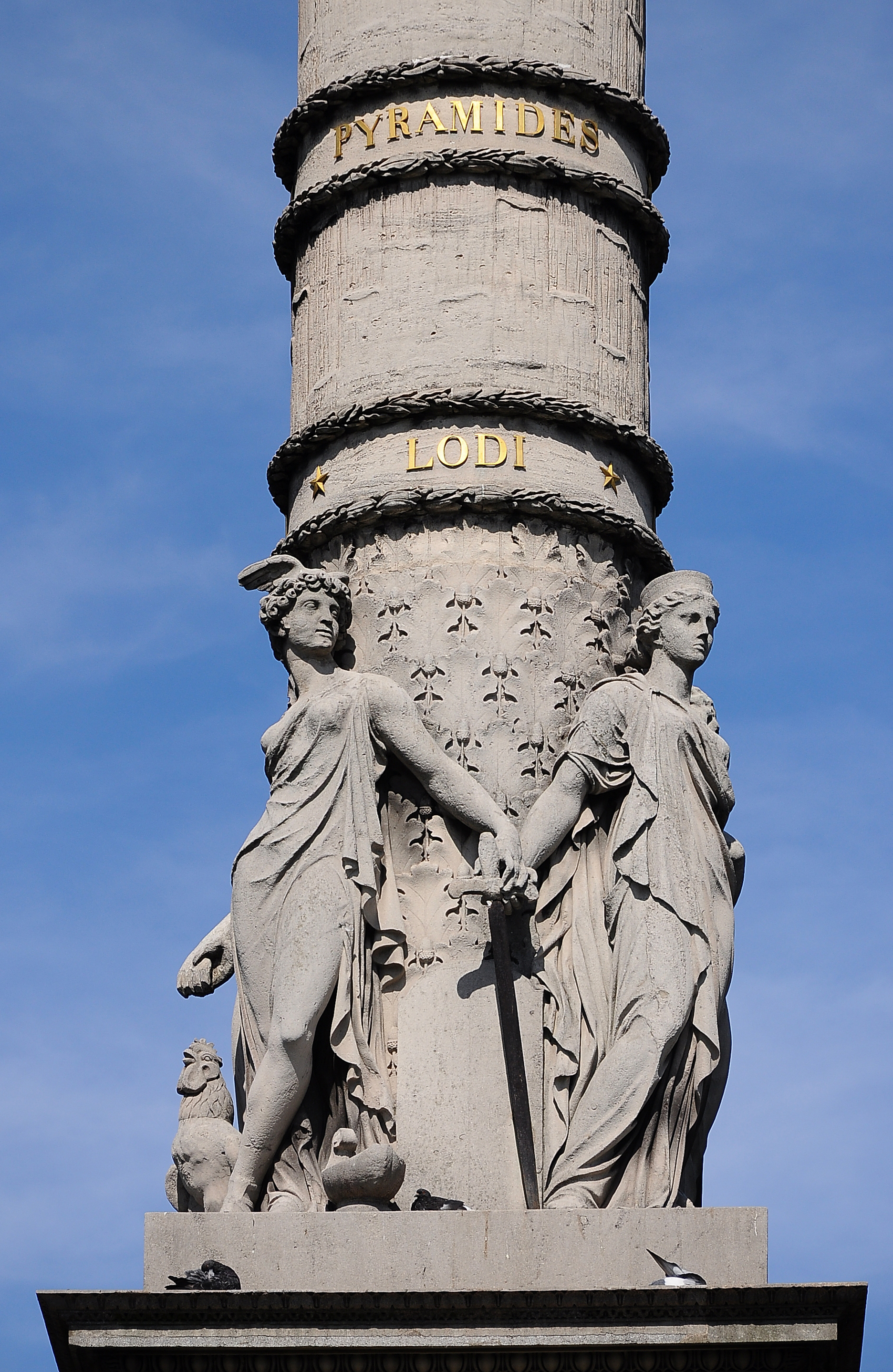
Les statues allégoriques de Louis-Simon Boizot.
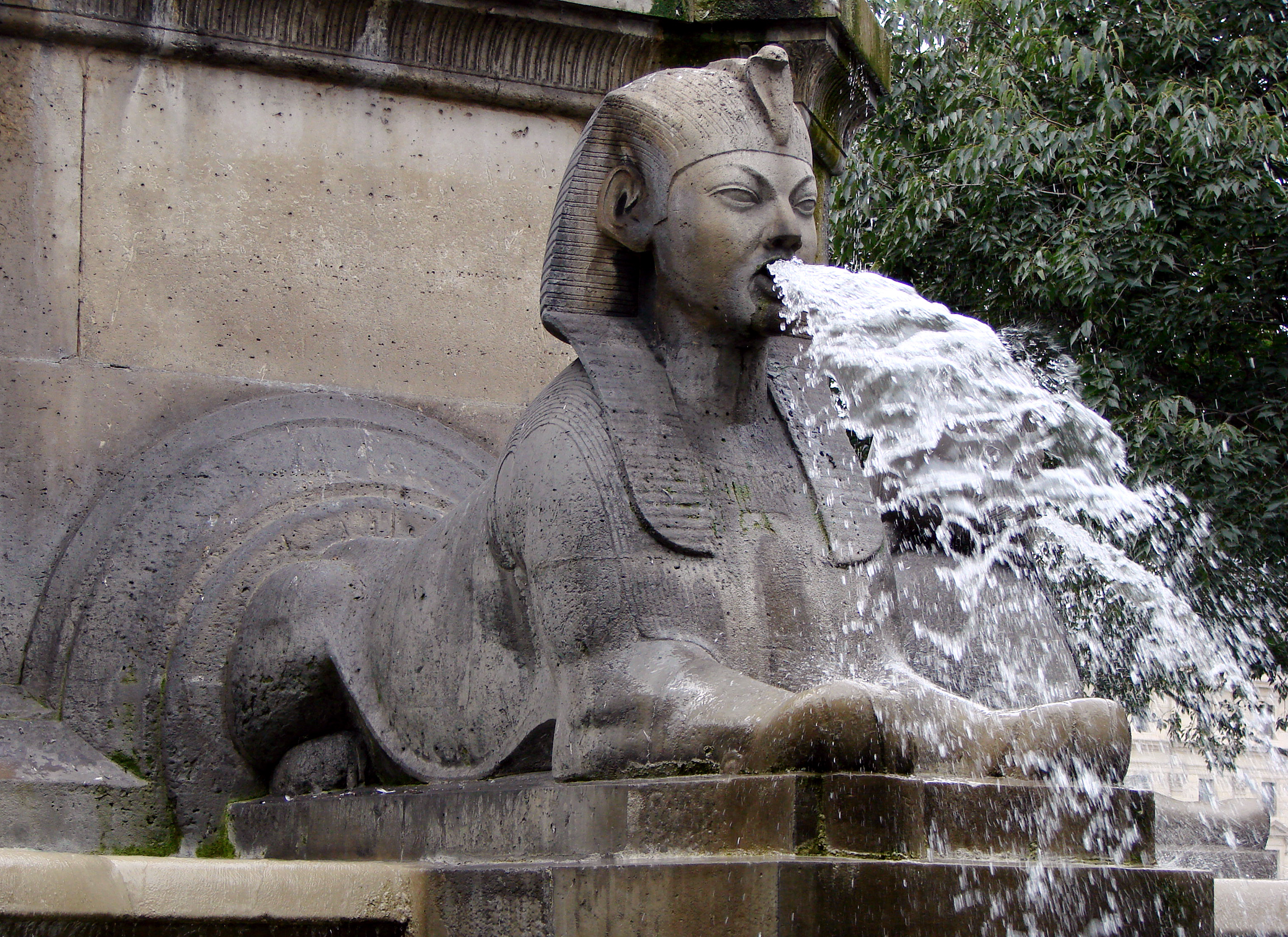
L'une des statues de sphinx sculptés par Henri-Alfred Jacquemart.
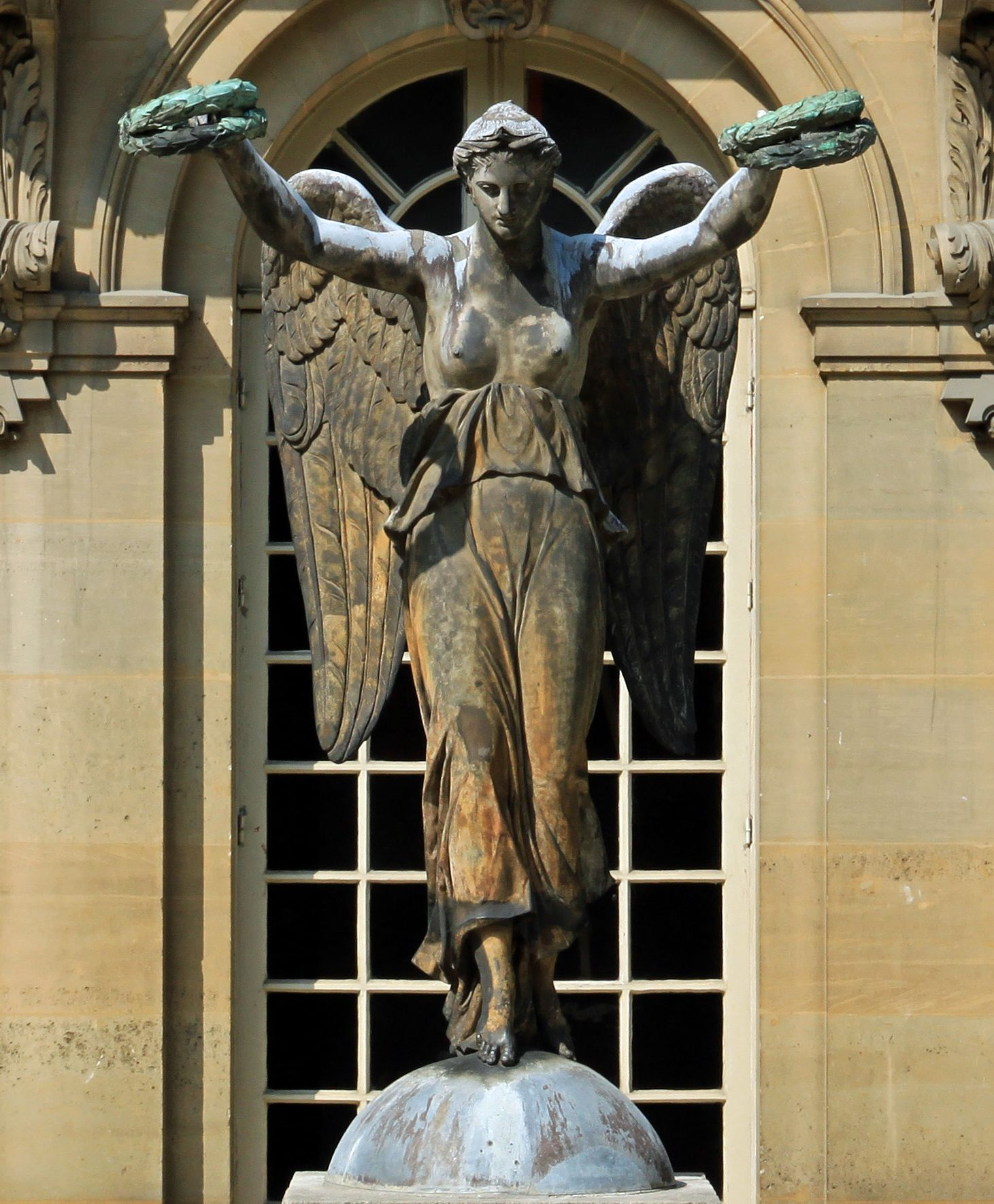
La sculpture originale de Louis-Simon Boizot, au musée Carnavalet.
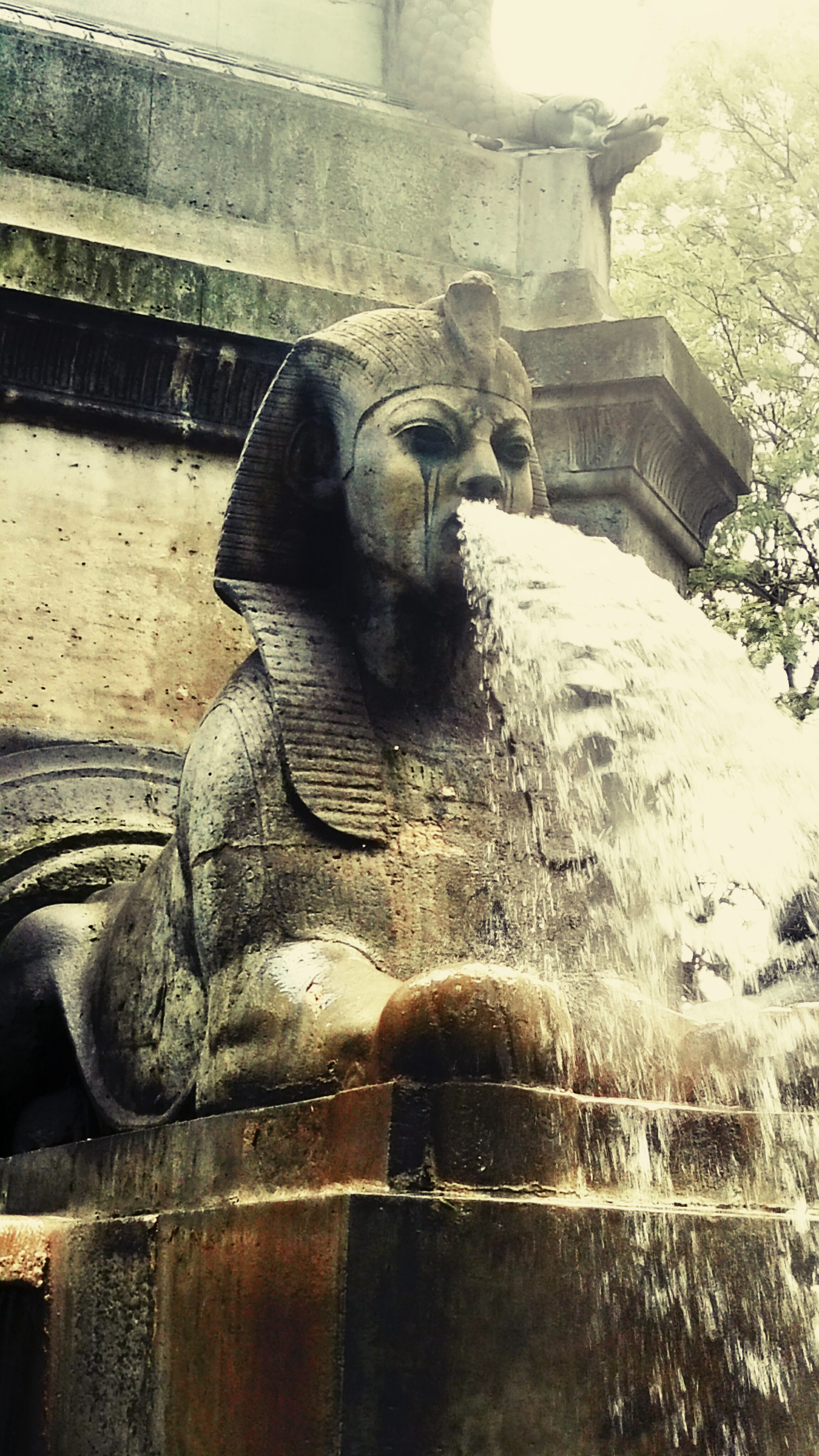
Un des quatre sphinx cracheurs d'eau.
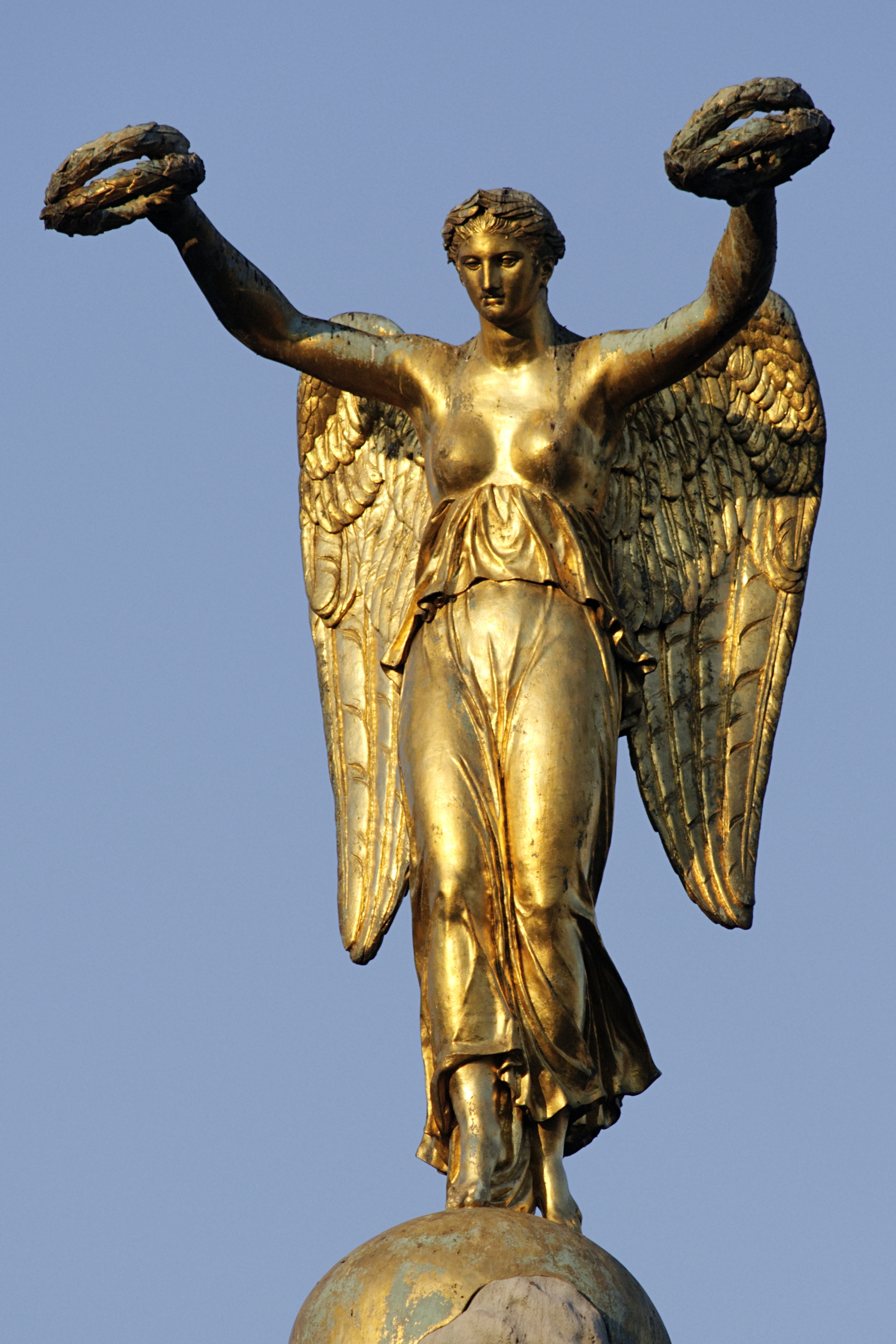
La Victoire de Louis-Simon Boizot au sommet de la colonne.